# برنامه‌نویسی ماژولی
برنامه‌نویسی ماژولی (به انگلیسی: Modular programming) (یا برنامه‌نویسی پیمانه‌ای یا برنامه‌نویسی پودمانی)، یک روش طراحی نرم‌افزار برای افزایش وسعت نرم‌افزاری است که از قسمت‌های مجزایی به نام پودمان تشکیل شده‌است.
یک ماژول، تکه برنامه‌ای است که با یک استاندارد و قالب مشخص طراحی شده و انجام یکسری از فعالیت‌ها را بر عهده دارد. در عوض مدیریت امکانات مورد نیاز ماژول و همچنین مدیریت بر روی خود ماژول توسط سایت انجام خواهد شد؛ مثلاً شما با افزودن ماژول خرید و فروش برخط، تمامی قابلیت‌های یک سایت فروشگاهی را به سایت موجود خود خواهید افزود. در عوض ماژول جدید به دلیل ارث بردن و استفاده از قابلیت‌های پایه‌ای سایت، چنان بر روی سایت شما عمل می‌نماید که گویی از ابتدا درون سایت بوده و بخشی جدا از برنامه نیست.
در برنامه‌نویسی شی‌گرا، استفاده از رابط ها به عنوان یک الگوی معماری برای ساخت ماژول ها به عنوان برنامه‌نویسی مبتنی بر رابط شناخته می شود.